# Ethmolaimus multipapillatus
Ethmolaimus multipapillatus is een rondwormensoort uit de familie van de Ethmolaimidae. De wetenschappelijke naam van de soort is voor het eerst geldig gepubliceerd in 1926 door Paramonov.